# Dixie Valley (Nevada)
Dixie Valley fue un pequeño pueblo en Condado de Churchill, Nevada, Estados Unidos, hasta que fue adquirida en 1995 por la Marina de los Estados Unidos para la Base aérea naval Fallon.
La planta de energía geotérmica de medio tamaño Planta de energía geotérmica Dixie Valley, fundada en 1988, produce 66 MW, teniendo aproximadamente 30 empleados, 12 ruedas accionadas por vapor y unas 24 ruedas de inyección aproximado.
En 1954, los terremotos de Dixie Valley y Fairview (7.1 y 6.6 ML) tuvo como consecuencia la aparición de fallas visibles y de gran extensión.